# 雷任蒂费若
雷任蒂费若是巴西圣保罗州的一个市镇。总面积265.087平方公里，总人口17070人，人口密度64.4人/平方公里。